# Сюньян (Цзюцзян)
Сюнья́н (кит. упр. 浔阳, пиньинь Xúnyáng) — район городского подчинения городского округа Цзюцзян провинции Цзянси (КНР).

## История
Во времена империи Тан в 621 году был создан уезд Сюньян (浔阳县) Цзюцзянского округа (九江郡). В эпоху Пяти династий и десяти царств уезд Сюньян был в 939 году переименован в Дэхуа (德化县).
Во времена империи Цин в соответствии с Тяньцзинским договором и Пекинским договором в 1861 году здесь был открыт для торговли с иностранцами речной порт, и образовалась Цзюцзянская британская концессия.
После Синьхайской революции в Китае была проведена сверка названий уездов в масштабах страны. Так как оказалось, что в провинции Фуцзянь тоже имеется уезд Дэхуа, в 1914 году уезд Дэхуа был переименован в Цзюцзян (九江县). В 1917 году уезд Цзюцзян был преобразован в город Цзюцзян.
В 1936 году город Цзюцзян вновь стал уездом, при этом его часть, лежащая к северу от Янцзы, была передана в состав уезда Хуанмэй.
На завершающем этапе гражданской войны Цзюцзян был занят войсками коммунистов 7 мая 1949 года. Урбанизированная часть уезда Цзюцзян была выделена в отдельный город Цзюцзян, а 6 сентября 1949 года был образован Специальный район Цзюцзян (九江专区), в состав которого вошли город Цзюцзян и 10 прилегающих уездов. В 1960 году уезд Цзюцзян был присоединён к городу Цзюцзян, но 20 октября 1962 года он был создан вновь.
В 1970 году Специальный район Цзюцзян был переименован в Округ Цзюцзян (九江地区).
Постановлением Госсовета КНР от 28 марта 1980 года город Цзюцзян был выведен из состава округа и подчинён напрямую правительству провинции Цзянси. В мае того же года в составе города Цзюцзян был образован район Сюньян.
27 июля 1983 года был расформирован Округ Цзюцзян, а входившие в его состав 10 уездов перешли под юрисдикцию властей города Цзюцзян.

## Административное деление
Район делится на 7 уличных комитетов.